# VKDSt Hasso-Rhenania Gießen
Die VKDSt Hasso-Rhenania Gießen im CV ist eine katholische, farbentragende, nichtschlagende Studentenverbindung. Sie wurde 1883 gegründet und stellt damit innerhalb des Cartellverbandes der katholischen deutschen Studentenverbindungen (CV), dem größten Korporationsverband Europas, eine der ältesten Verbindungen dar. Ihre aktiven Mitglieder sind überwiegend Studenten der Justus-Liebig-Universität in Gießen. Aufgrund ihrer Geschichte ist sie die einzige Verbindung im CV, die eine Schwesterverbindung gleichen Namens an einem anderen Hochschulort besitzt, nämlich die VKDSt Hasso-Rhenania Mainz im CV. Zurzeit beläuft sich die Anzahl der Hasso-Rhenanen auf zirka 300 Bundesbrüder.

## Geschichte

### Gründung
Anlässlich des 29. Katholikentages in Frankfurt im Jahre 1882 veranstalteten die katholischen farbentragenden Studentenverbindungen zum 18. Mal eine Cartellversammlung. Solche Veranstaltungen spiegelten das aufkommende Interesse an religiös motivierten Zusammenschlüssen von Studenten wider. Kübel und Freiherr Gedult von Jungenfeld, zwei angesehene Gießener Katholiken, wollten den Kreis des CV verstärken. Weil sie in katholischen Kreisen ziemlich einflussreich waren, vor allem dank des damals neugegründeten Kirchengesangvereins, förderten sie die Entstehung einer katholischen Verbindung in Gießen. Zügig kamen sie nach der Cartellversammlung mit den bereits einer CV-Verbindung angehörigen Hugo Menzel (Mm!), Franz Walter (BvBo!) und Otto Brun (BuL!) sowie mit den Gießener Studenten Christian Langstroff und Hans Vogel ins Gespräch, die damals ebenso Interesse an der Gründung einer katholischen Verbindung zeigten.
Am 10. Dezember 1882 trafen sich die Obengenannten im Lokal „Zum Deutschen Kaiser“ in der Kaiserallee (heute Grünberger Straße) und bereiteten ein Satzungsentwurf für eine „Freie Vereinigung Hasso-Rhenania“ vor. Der Name wurde aufgrund der geografischen Herkunft der Gründer ausgewählt, die überwiegend aus Rheinhessen stammten. Ein ehemaliger Corpsstudent namens Franz Mercken (Lov!) wurde überredet, bei der Gründung mitzuwirken. Er konnte die übrigen Mitglieder am 15. Dezember 1882 überzeugen, die „Freie Vereinigung Hasso-Rhenania“ als farbentragende Studentenverbindung zu etablieren. Gleichzeitig wurde beschlossen, dass die Brust der Verbindungsmitglieder mit einem gelb-weiß-roten Band geschmückt sein sollte. Am Abend des 15. Januar 1883 trafen sich die sechs Studenten Mercken, Menzel, Brun, Walter, Vogel und Langstroff im „Deutschen Kaiser“ zur endgültigen Gründung. Zudem schlug Mercken den Wahlspruch „Neminem time, neminem laede!“ vor. Dies bedeutet übersetzt: Fürchte niemanden, verletze niemanden! Die am selben Abend durchgeführte Wahl der Gründungschargen ergab: Mercken X, Brun XX+XXX und Vogel XXXX. Gleichzeitig ernannte man Kübel zum ersten Ehrenmitglied der Verbindung.
Am 18. Januar wurde die Anmeldung der neuen Korporation als „Studentenverbindung auf christlich-sozialer Grundlage“ beim damaligen Rektor Stade eingereicht. Seit diesem Tag gilt der 18. Januar 1883 als offizielles Gründungsdatum der Hasso-Rhenania. Am selben Abend wurde das Gründungsfest gefeiert, zusammen mit Mitgliedern der Saxonia Münster und der Gesamtheit der Mitglieder der Rhenania Marburg.
Jean Ledroit, ursprünglich ein aus Elsaß-Lothringen stammender Franzose, wurde am 1. Februar 1883 als erster Fux in die Verbindung aufgenommen. Er identifizierte sich rasch mit den Ideen der Verbindung und stellte dies mehrmals unter Beweis, insbesondere indem er das Hasso-Rhenanen Bundeslied schrieb und das bis heute erhaltene Wappen entwarf.
Schließlich hat die Verbindung am 22. Februar 1883 ein Antrag auf Aufnahme in den CV gestellt, wurde aber erst im Februar 1884 als vollständiges Mitglied in den Cartellverband aufgenommen. Hasso-Rhenania wurde als zwölfte Verbindung in den CV aufgenommen. Heute nimmt sie in der Reihenfolge der CV-Verbindungen – nach dem Übertritt der AV Austria Innsbruck in den ÖCV – den elften Platz ein. Die offizielle Abkürzung der VKDSt Hasso-Rhenania Gießen im CV lautet H-RG!

### Bis zum Verbot durchs „Dritte Reich“
Nach der Gründung herrschten zunächst schwierige Zeiten für Hasso-Rhenania: Aufgrund des Kulturkampfs musste sich die Verbindung um ihren Fortbestehen ernsthafte Sorgen machen. Im Wintersemester 1887/1888 zählte man in der Tat nur noch drei Burschen und zwei Füchse zu den aktiven Mitgliedern. Das Weiterbestehen der Verbindung ist insbesondere Studenten der Veterinärmedizin zu verdanken, welche die Verbindungsveranstaltungen zunächst als Konkneipanten besucht haben und später als Vollmitglieder in die Verbindung eintraten.
Bereits im Wintersemester 1903/1904 übernahm der Student Johann Schreiber das Amt des Vorortspräsidenten der 39. Cartellversammlung, die damals in Köln stattfand. 1914 brach der Erste Weltkrieg aus. Als erster Hasso-Rhenane wurde Bundesbruder Josef Müller zuerst als vermisst und später als gefallen gemeldet. Ihm folgten in dieser Zeit 14 weitere Ur-Hasso-Rhenanen. Die Gedenktafel der Gefallenen im Ersten Weltkrieg ist in der Seitenkapelle der St.-Bonifatius-Kirche in der Liebigstraße zu finden.
Nach dem Ersten Weltkrieg war die Anzahl der Studierenden in Gießen stark zurückgegangen, worüber auch die Verbindung zu leiden hatte. Dennoch wurde im Jahr 1924 das erste Verbindungshaus in der Klinikstraße 24 erworben. Aufgrund der zu klein gestalteten Räumlichkeiten (u. a. war der Kneipsaal nicht repräsentativ genug) wurde dieses Haus 1926 verkauft. Im selben Jahr wurde ein Anwesen im Burggraben 9 erworben, das im Garten sogar eine Kegelbahn und im Keller eine Kneipenwirtschaft besaß.
Die Zäsur und Wende der deutschen Geschichte im Jahre 1933 brachte der Verbindung erste Schwierigkeiten. Gleichwohl wurde 1933 mit großem Elan das 50. Stiftungsfest der Hasso-Rhenania gefeiert: An der Spitze des Festzuges durch Gießen zogen sogar drei berittene Chargierte der Verbindung. Wie alle christlichen Studentenverbindungen war auch Hasso-Rhenania nach der Machtergreifung einer Verfolgung durch die Nationalsozialisten ausgesetzt. Dass von allen Gießener Verbindungen gerade die Hasso-Rhenania als erste und am schärfsten bekämpft wurde, war bei den damaligen Verhältnissen zu erwarten. Um einer Zwangsauflösung zuvorzukommen, löste die Verbindung per Conventsbeschluss am 30. Mai 1936 ihre Aktivitas auf und verkaufte ihr Verbindungshaus. Damals wurde der folgende Reim gesprochen: „Hasso-Rhenania schließt leider bald die Blende und öffnet wieder dann bei der Regierungswende.“ Obwohl der Altherrenverein durch den Himmler-Erlass vom 20. Juni 1938 zwangsaufgelöst wurde, hielten die Mitglieder regen Kontakt und führten ein Verbindungsleben im Untergrund weiter.

### Nach dem Zweiten Weltkrieg

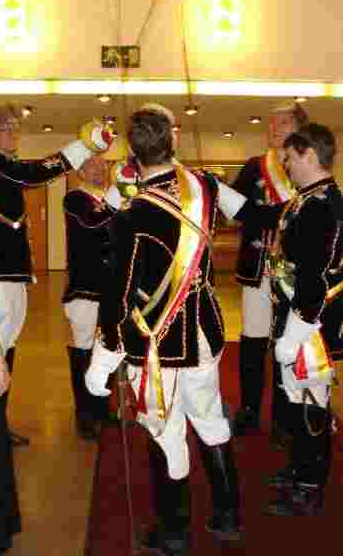
Chargierte der Hasso-Rhenania Gießen auf deren 125. Stiftungsfest

Im Zweiten Weltkrieg sind insgesamt 32 Bundesbrüder ums Leben gekommen, unter anderem Fritz Bockius, ehemaliger Reichstagsabgeordneter, der in politischer Gefangenschaft im KZ Mauthausen starb.
Nach dem Krieg gelang es dem vor der Auflösung der Verbindung amtierenden Philistersenior Schollmayer den im Dritten Reich aufgelösten Hasso-Rhenania Philisterzirkel wieder ins Leben zu rufen. Wenig später, am 26. Juni 1946, erfolgte die Gründung der heutigen Schwesterverbindung VKDSt Hasso-Rhenania Mainz. Sie war zunächst als Wiederbegründung der Hasso-Rhenania Gießen gedacht, weil die Universität Gießen, die im Krieg völlig zerstört wurde, zunächst nicht wieder errichtet werden sollte. Aufgrund der in verschiedenen Besatzungszonen liegenden Städte entstanden Kommunikationsschwierigkeiten, so dass man die Verbindung in Gießen zur gleichen Zeit ebenso wiederbeleben wollte. In Gießen eröffnete im Sommersemester 1946 zunächst eine Hochschule für Bodenkultur und Veterinärmedizin, also keine Voll-Universität. Nichtsdestotrotz entschied man sich für eine baldige Neugeburt der Hasso-Rhenania in Gießen. Auf dem Wiederbegründungsfest am 28. Januar 1948 wurden 15 Füchse rezipiert. Im Jahre 1950 wurde die Hasso-Rhenania Mainz in den Cartellverband aufgenommen. Beide Wiederbegründungen seien berechtigt gewesen. Seitdem gibt es zwei Verbindungen, die den Namen Hasso-Rhenania tragen, was bis heute im Cartell ein Einzelfall ist. Des Weiteren stehen diese beiden Verbindungen in Gießen und Mainz seitdem in einem Schwesternverhältnis zueinander: Die Hasso-Rhenania aus Mainz ist als Tochterverbindung zu verstehen, da ihr Verbindungsbetrieb komplett unabhängig von der Hasso-Rhenania aus Gießen ist. Weiter hatte sich die Hasso-Rhenania Mainz dazu verpflichtet unabhängig von Gießen eine selbstständige Korporation zu werden mit einer eigenen Aktivitas und eigenem Philisterium. Ihre Mitglieder haben auf den Conventen der jeweiligen Schwesterverbindung Stimmrecht. Als Ausdruck dieser Verbundenheit tragen die beiden Seniores seit Februar 1968 das Burschenband der jeweiligen Schwesterverbindung als Senioratsband.
Unter der Leitung von Wolfgang Hesse als Vorortspräsidenten übernahm Hasso-Rhenania im Sommersemester 1995 zum zweiten Mal den Vorort des Cartells für die 110. Cartellversammlung in Gießen/Marburg.
Im Sommersemester 2008 wurde anlässlich des 125. Stiftungsfests der Verbindung ein Festkommers in der Gießener Kongresshalle geschlagen.
Unter der Leitung von Simon Postert als Vorortspräsident übernahm Hasso-Rhenania gemeinsam mit Adolphiana Fulda im Sommersemester 2023 den Vorort des Cartells für die 137. Cartellversammlung in Fulda.

## Couleur, Zirkel und Wappen

### Couleur und Wahlspruch
Die Burschenfarben der Hasso-Rhenania Gießen sind „gelb-weiß-rot“. Dabei hat jede Farbe eine bestimmte Bedeutung hinsichtlich der Prinzipien der Verbindung: Gelb steht für den römisch-katholischen Glauben (religio), Weiß kündet auf das Licht der Wissenschaft an (scientia) und Rot ist eine Allegorie der bundesbrüderlichen Lebensfreundschaft (amicitia).
Weitere Interpretationen sind zum Beispiel die gelb-weißen Farben des Vatikans, die sich mit dem hessischen Rot-Weiß vermählen.
Die Fuxenfarben leiten sich von diesem Farbenmuster ab, beschränken sich aber auf „gelb-rot“. Sowohl das eine wie auch das andere Bandmuster haben am Seitenrand eine silberne Perkussion.
Das Kopfcouleur der Hasso-Rhenania Gießen ist eine rote Tellermütze und die Chargierten tragen schwarze Pekeschen.
Der Wahlspruch der Verbindung lautet „Neminem time – Neminem laede!“ („Fürchte niemanden – Schade niemandem!“).

### Zirkel

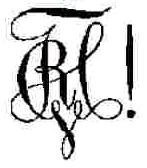
Zirkel der Hasso-Rhenania Gießen

Der Hasso-Rhenanenzirkel ist ein couleurstudentisches Monogramm, welches aus fünf Buchstaben besteht: V, C, F, H, R, gefolgt von einem Ausrufezeichen. Diese Buchstaben stehen für VIVAT CRESCAT FLOREATQUE HASSO-RHENANIA (Hasso-Rhenania lebe, wachse und gedeihe). Eine andere Deutung lautet VIVAT CIRCULUS FRATRUM HASSO-RHENANIAE (Es lebe der Kreis der Brüder der Hasso-Rhenania). Das Ausrufezeichen steht für IN AETERNUM und bedeutet, dass die Verbindung noch eine bestehende Aktivitas mit studierenden Mitgliedern hat.
Das stilisierte H und R in der Mitte stehen für den Namen der Verbindung, Hasso-Rhenania. Das stilisierte V in der unteren Hälfte steht für VIVAT (lebe). Das stilisierte C im unteren Teil des mittleren Bogens steht für CRESCAT (wachse). Der obere Teil des mittleren Bogens bildet zusammen mit dem Strich oben darüber ein stilisiertes F und steht für FLOREAT (blühe oder gedeihe).

### Wappen

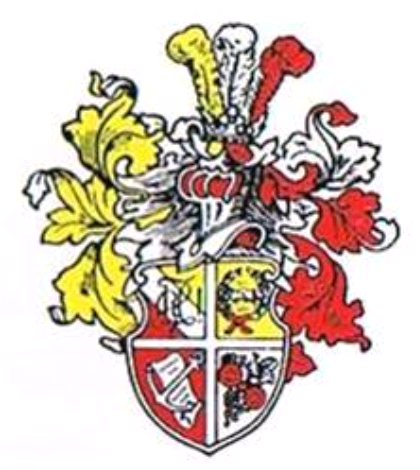
Wappen der Hasso-Rhenania Gießen

Das Wappen der Hasso-Rhenania Gießen zeigt einen mit gelb-weiß-roten Federn gezierten Helm auf einer aus gelben und roten Weinlaub bestehenden Helmdecke. Der Wappenschild wird durch ein weißes Kreuz in vier Felder unterteilt.
Auf der heraldisch gesehen oberen rechten Seite des Wappenschilds sind die Verbindungsfarben in Rechtsschrägung zu erkennen, in der Art und Weise wie das Hasso-Rhenanen Band getragen wird. Auf diese Farben wurde der Hasso-Rhenanen Zirkel aufgetragen. Heraldisch bildet die obere linke Figur Folgendes ab: Zwei Hände liegen in Freundschaft ineinander, im Hintergrund liegt ein Lorbeerkranz mit Verbindungsschleife, der den Freundschaftsbund vom 18. Januar 1883 umkränzt. Im unteren rechten Feld symbolisiert der Anker die feste Verankerung der Verbindung mit den Grundprinzipien und mit dem auf der Pergamentrolle geschriebenen Wahlspruch „Neminem time – Neminem laede“. Unten links sieht man das Kurmainzer Doppelrad. Die Trauben mit dem Reblaub deuten auf das Weinanbaugebiet Rheinhessens hin, wo die meisten Gründer ihren Ursprung hatten. Das Sinnbild ist zugleich ein Hinweis auf den Frohsinn, mit dem die Mitglieder der Verbindung das Verbindungsleben, ihr Studium und ihre berufliche Aktivitäten gestalten.

## Bekannte Mitglieder
- Fritz Bockius (1882–1945), Mitglied des Reichstages, Opfer des Nationalsozialismus (gestorben im KZ Mauthausen)
- Michael Jung (* 1951), Mitglied des Deutschen Bundestages (CDU)
- Anselm Hertz OP (1924–2013), Dominikaner, Professor an der Päpstlichen Universität Heiliger Thomas von Aquin (Angelicum)
- August Messer (1867–1937), Philosoph, war seit Studienzeiten Mitglied, schied aber 1905 im Zusammenhang mit dem Modernismusstreit publikumswirksam aus der römisch-katholischen Kirche wie den Verbindungen Hasso-Rhenania und KDStV Arminia Heidelberg aus.[4]